# Шател де Невр
Шател де Невр (фр. Châtel-de-Neuvre) насеље је и општина у централној Француској у региону Оверња, у департману Алије која припада префектури Мулен.
По подацима из 2011. године у општини је живело 551 становника, а густина насељености је износила 28,49 становника/km². Општина се простире на површини од 19,34 km². Налази се на средњој надморској висини од 237 метара (максималној 301 m, а минималној 214 m).

## Демографија
| 1962. | 1968. | 1975. | 1982. | 1990. | 1999. | 2011. |
| ----- | ----- | ----- | ----- | ----- | ----- | ----- |
| 570   | 600   | 529   | 582   | 512   | 515   | 551   |

График промене броја становника у току последњих година